# هولسيم (شركة)
هولسيم (بالإنجليزية: Holcim)‏ هي شركة مواد البناء العالمية وأنواع الركام مقرها سويسرا. تأسست في عام 1912، توسعت الشركة في فرنسا ثم في جميع أنحاء أوروبا والشرق الأوسط خلال العشرينيات. كما توسعت في الأمريكتين خلال 1950، وذهب الجمهور في عام 1958. واستمرت الشركة في التوسع في أمريكا اللاتينية وأضافت الانقسامات الآسيوية خلال 1970 و 1980. وبعد سلسلة من عمليات الدمج والاستحواذ أصبحت هولسيم إحدى أكبر شركات الأسمنت في العالم بحلول عام 2014، و نافست لافارج على المركز الأول في حجم الإنتاج والمبيعات. وفي أبريل 2014، وافقت الشركتان في الولايات المتحدة على «اندماج بين نظراء» 60 مليار دولار. دمج الشركات في 10 يوليو عام 2015. اعتبارا من عام 2014، هولسيم تزاول أعمالها في أكثر من 70 دولة مختلفة، وتوظف 71,000 شخص. والشركة هي الشركة الرائدة في السوق في إنتاج الأسمنت في أستراليا، أذربيجان، الهند، سلوفاكيا، سويسرا، و أمريكا اللاتينية.

## نظرة عامة
هولسيم (بالإنجليزية: Holcim)‏ هي شركة مواد البناء عالمية وأنواع الركام مقرها سويسرا. تأسست في عام 1912، توسعت الشركة في فرنسا ثم في جميع أنحاء أوروبا والشرق الأوسط خلال 1920. كما توسعت في الأمريكتين خلال 1950، وذهب الجمهور في عام 1958. واستمرت الشركة في التوسع في أمريكا اللاتينية وأضافت الانقسامات الآسيوية خلال 1970 و 1980. و بعد سلسلة من عمليات الدمج والاستحواذ جعلت هولسيم واحدة من اثنين من أكبر شركات الاسمنت في جميع أنحاء العالم بحلول عام 2014، و نافست لافارج. و في أبريل 2014، وافقت الشركتان في الولايات المتحدة على «اندماج بين نظراء» 60 مليار $. دمج الشركات في 10 يوليو عام 2015. [3] اعتبارا من عام 2014، هولسيم تزاول أعمالها في أكثر من 70 دولة مختلفة، وتوظف 71,000 شخص. والشركة هي الشركة الرائدة في السوق في إنتاج الأسمنت في أستراليا، أذربيجان، الهند، سلوفاكيا، سويسرا، و أمريكا اللاتينية.
يقع المقر الرئيسي لشركة هولسيم في جونا، في سويسرا، و لها فروع في أكثر من 70 بلدا في جميع أنحاء العالم. توظف 71,000 شخص. وتشمل الشركات التابعة سانت لورانس للأسمنت (كندا)، مجمع الصناعات (المملكة المتحدة)، و هولسيم أباسكو (المكسيك). وتشمل منتجات الشركة الأسمنت والزلط، الخرسانة، و الجير، و صناعة الأسمنت البورتلاندي. كما أنها توفر الخدمات الاستشارية والبحوث طرف ثالث والتنمية، وخدمات إدارة النفايات الأرض. نسنحوذ على أكبر قطاع الأعمال هو تصنيع وتوزيع الأسمنت والركام. اعتباراً من عام 2014، وكانت الطاقة الإنتاجية السنوية لهولسيم 215 مليون طن. تحوز على التصنيف الائتماني BBB وفقا لوكالة فيتش، مع 3.5 الأموال من العمليات لنسبة الديون.

## وصلات خارجية
- الموقع الرسمي
- Holcim Foundation